# Badridschani
Badridschani (von georgisch ბადრიჯანი ‚Aubergine‘) bezeichnet in Georgien generell ein Gericht, das auf der Basis von Auberginen zubereitet wird, die normalerweise mit etwas Öl angebraten werden. Innerhalb Georgiens erfreuen sich Badridschani großer Beliebtheit und sind in vielen Restaurants erhältlich.

## Zubereitungsmethoden

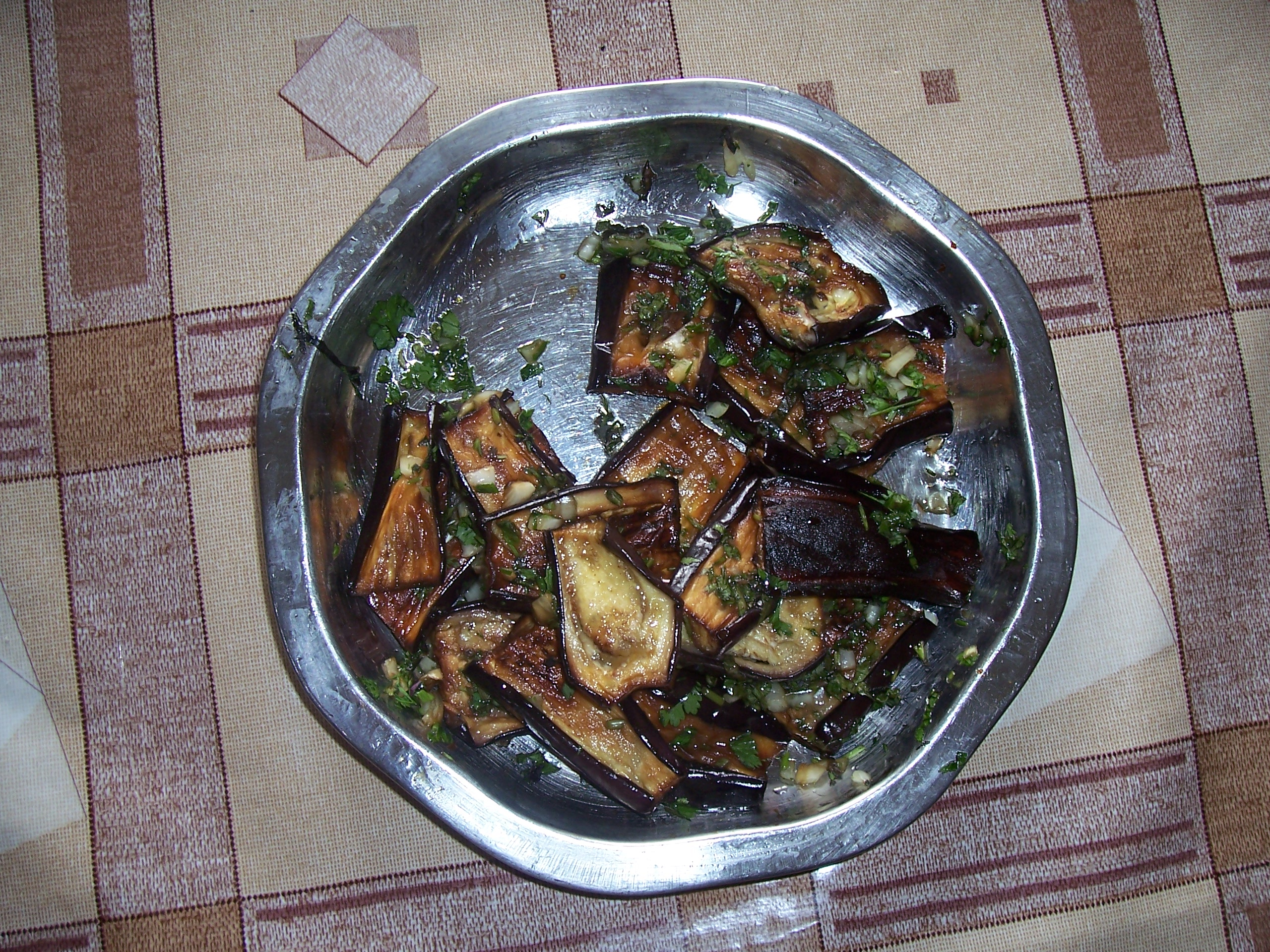
Badridschani mit Knoblauch und Kräutern

Normalerweise werden vegetarische Variationen der Badridschani zubereitet. Der kulturelle Hintergrund liegt darin, dass die Orthodoxe Kirche, die in Georgien die größte Glaubensgemeinschaft darstellt, zahlreiche Fastenzeiten kennt, in denen je nach Fastenstufe keine tierischen Produkte bzw. kein Fleisch verzehrt werden soll. Aus diesem Grund kennt die georgische Küche zahlreiche vegetarische und vegane Gerichte, die keiner neuen Entwicklung, sondern einer sehr alten Tradition entsprechen.
- Badridschani mit Knoblauch und Zwiebeln: Bei dieser Variante werden Auberginen in Öl von beiden Seiten angebraten und dann mit kleinen Zwiebelstückchen, Knoblauch und Essig abgeschmeckt.[1]
- Badridschani mit Walnüssen: In diesem Fall werden die Auberginen möglichst so gebraten, dass sie viel Flüssigkeit verlieren. Anschließend werden sie mit einer Knoblauch-Walnusspaste aus feinst gemahlenen Walnüssen, einer georgischen Safranart und Uzchuts suneli (Würzmischung) gefüllt, mit Granatapfelkernen und Kräutern garniert, und als Vorspeise serviert.[2]

## Populäre Verzehrbegleiter
Grundsätzlich wird zu Badridschani gerne ein Wein getrunken, vor allem trockener Weißwein, wie beispielsweise Zinandali. Wie zu allen anderen Gerichten auch, wird in Georgien zu Badridschani Brot gereicht. In der Fastenzeit werden Badridschani meistens mit Bohnengerichten (Lobios) verzehrt, ansonsten sind sie auch eine beliebte Beilage zu gegrilltem Fleisch.